# انتخابات الرئاسة الأمريكية 1832
الانتخابات الرئاسية الأمريكية 1832 هي الانتخابات الرئاسية الثانية عشرة التي تجرى كل أربع سنوات، والتي أجريت من الجمعة 2 نوفمبر إلى الأربعاء 5 ديسمبر 1832. فاز فيها الرئيس الحالي أندرو جاكسون (مرشح الحزب الديمقراطي) على هنري كلاي (مرشح الحزب الجمهوري الوطني).
على الرغم من تعرضه لانتقادات كبيرة بسبب تصرفاته في حرب البنوك [الإنجليزية]، حافظ جاكسون على شعبيته بين عامة الناس وحصل على أغلبية الأصوات الشعبية و219 صوتًا من أصل 286 صوتًا في المجمع الانتخابي، وحصل كلاي على 37.4% من الأصوات الشعبية و49 صوتا انتخابيا، فيما حصل ويرت على 7.8% من الأصوات الشعبية وتصدر ولاية فيرمونت. فاز حاكم فرجينيا جون فلويد الذي لم يقم بحملة انتخابية نشطة بالأصوات الانتخابية لولاية كارولينا الجنوبية. بعد الانتخابات، شكل أعضاء الحزب الجمهوري الوطني والحزب المناهض للماسونية حزب اليمين، الذي أصبح الخصم الأساسي للديمقراطيين على مدى العقدين التاليين.

## المرشحين
| المرشح       | الحزب                         | عدد الأصوات |
| ------------ | ----------------------------- | ----------- |
| أندرو جاكسون | الحزب الديموقراطي (1828-1845) |             |